# Werner Wurst
Werner Wurst (* 28. Dezember 1912 in Dresden; † 17. April 1986 ebenda) war ein deutscher Fotograf, Werbefachmann und Sachbuchautor.

## Leben
Werner Wurst wurde als Sohn eines Ladenbesitzers in Dresden geboren. Nach dem Besuch der Handelsschule absolvierte er ab 1928 eine kaufmännische Ausbildung im Dresdner Kamerawerk Ihagee. Wegen seiner textlichen und grafischen Fähigkeiten wurde er dort in der Werbeabteilung eingesetzt. Von 1931 bis 1932 studierte er an der Dresdner Photohändlerschule und an der Reichsgewerbefachschule in Berlin und nahm im Anschluss eine Stelle bei Ihagee an. Mitte der dreißiger Jahre wurde er dort Leiter der Werbeabteilung und erhielt 1937 Handlungsvollmacht. In dieser Zeit entstanden seine ersten Veröffentlichungen. Da Wurst zeitlebens an Asthma litt, entging er der Einberufung als Soldat und arbeitete während des Zweiten Weltkriegs in einer Technikabteilung der Wehrmacht.
Nach Kriegsende arbeitete Wurst als freiberuflicher Werbefachmann, Fotograf und Autor. Dabei erstellte er für seinen früheren Arbeitgeber Ihagee Werbematerialien und Bedienungsanleitungen, vor allem für deren Kameramodelle Exakta und EXA. Zudem organisierte er Präsentationen für Fachmessen und Konferenzen. Später gehörten auch der Kamerahersteller Pentacon und die Porzellanmanufaktur Meißen zu seinen Auftraggebern für Werbematerialien und Broschüren. Seine Fachbücher zur Fotografie erreichten hohe Auflagen und wurden in mehrere Sprachen übersetzt. Außerdem veröffentlichte er mehrere Bildbände und eine Biografie über den Dresdner Fotografen Richard Peter. 
1966 gehörte Werner Wurst zu den Mitbegründern des EXAKTA-Klubs Dresden, einem Verein von Fotoamateuren, den er viele Jahre lang leitete. Sein Grab befindet sich auf dem Johannisfriedhof im Dresdner Stadtteil Tolkewitz.

## Veröffentlichungen
- Das kleine Fotobuch zur Auto-Ultrix und Pionier-Automat-Kamera. G. Isert-Verlag, Halle 1939.
- Über alles der Exakta-Schnappschuß. G. Isert-Verlag, Halle 1941.
- Mehr Freude am Kleinbild! Döring u. Vockrodt, Unterschondorf/ Ammersee  1950.
- Exakta-Kleinbildfotografie. Wilhelm Knapp Verlag, Halle 1952.
- Exakta-Tipps. Heering. Seebruck am Chiemsee 1953.
- Einfache Dunkelkammerpraxis. Wilhelm Knapp Verlag Halle 1954.
- Fotoexkursionen mit der EXA. Wilhelm Knapp Verlag, Halle 1955.
- Sechzig Jahre Meyer-Optik. VEB Feinoptisches Werk, Görlitz 1956.
- Das Fotobuch für alle. Fotokinoverlag, Halle 1958.
- Die Penti-Schule. Fotokinoverlag, Halle 1960.
- Exakta Manual. Fountain Press, 2. Auflage 1966 (englisch).
- Die Insel Hiddensee. Verlag Brockhaus, Leipzig 1968.
- Mecklenburger Seen. Verlag Brockhaus, Leipzig 1974.
- Dunkelkammerpraxis. Fotokinoverlag, Leipzig 1977.
- Objektive als Gestaltungsmittel. Fotokinoverlag, Leipzig 1978.
- Richard Peter sen. – Erinnerungen und Bilder eines Dresdener Fotografen. Fotokinoverlag, Leipzig 1987.

## Ehrungen
- Excellence FIAP (EFIAP) der Fédération Internationale de l’Art Photographique
- Johannes-R.-Becher-Medaille des Kulturbundes der DDR